# جيفري إنغرام تايلور
السير جيفري إنغرام تايلور (بالإنجليزية: Geoffrey Ingram Taylor)‏ ‏ (7 مارس 1886 - 27 يونيو 1975) هو فيزيائي ورياضياتي بريطاني وشخصية رائدة في ديناميكا الموائع والموجات، كاتب سيرته جورج باتشيلور وصفه بأنه واحد من أبرز علماء القرن العشرين.

## الجوائز
حاز على وسام كلفن الذهبي سنة 1959.